# レネ・ゴーゲン
レネ・ゴーゲン（René Emile Goguen、1983年12月15日 - ）は、カナダのプロレスラー。ニューブランズウィック州シェディアック出身。レネ・デュプリ（René Duprée）のリングネームで知られる。

## 来歴
父はレスリング・プロモーターのエミル・デュプリ。その父の教えを受けて、1997年に14歳でデビュー。17歳の時にWWEにテープを送り自らを売り込むが、WCW買収の時期と重なり、多数の選手がWWEに移ったことで試験さえさせてもらえなかった。その後、プロレスをやる傍らボディビルディングも始め、地方の大会で優勝したこともある。
2002年WWEのトライアウト・キャンプに参加し、ディベロップメント契約を結ぶ。下部団体OVWでは、ランス・ケイドとのコンビでタッグ王座にも輝いた。2003年4月、WWEに昇格しRAWにてレネ・デュプリ（René Duprée）のリングネームで初登場。シルヴァン・グラニエと反米思想家チーム、ラ・レジスタンスを結成。フランス語で挨拶をし、英語でアメリカ批判を行い、大ヒールとして活躍。2003年に行われたPPV、バッド・ブラッド2003で初の世界タッグ王座を獲得した。なお、19歳での戴冠はWWE最年少であった。その後、レジスタンスのメンバーにロブ・コンウェイが加入し、3人で活動することになるが、2004年3月に行われたドラフトで、スマックダウンに移籍することになる。
スマックダウン移籍当初はジョン・シナとUS王座を巡って抗争開始。シングルプレーヤーとして活躍した。なお、この頃入場ではフィフィというプードル犬を連れて登場する。同年8月頃、鈴木健想とタッグを組み、再びタッグプレイヤーに転向。9月にはWWEタッグ王座を獲得した。こちらのタッグ王座も、最年少20歳で獲得となった（スピリット・スクワッドのケニーとタイ）。王座陥落後、再びシングルプレーヤーに転向。イラク興行では、堂々とフランス国旗を振り回して入場し、現地の軍人からはものすごいブーイングを浴びた。2005年のドラフトで再びRAWに移籍。同年9月、ヘルニアにかかって一時離脱。DSWでトレーニングを積み、2006年、第3のブランドとなったECWに移籍した。2007年2月に、かつてのパートナーシルヴァン・グラニエと再びレジスタンスを結成したが、自らの薬物使用によって台無しとなり、2007年7月26日にWWEから契約を解除された。
2007年8月15日、ハッスルに出場。高田総統から"地獄のナポレオン"レネ・ボナパルト（René Bonaparte）と改名。後楽園ホールでタジリと対戦し日本マットデビュー戦を飾った。その後は日本人女性と結婚し、日本を主戦場に活躍している。高田総統の離脱を期に本名に戻り一時ベビーターンするが、ハッスルの瓦解で主戦場を全日本プロレスに移し、ヒールユニットのVOODOO-MURDERSにメンバー入り。髪を切りキャラクターも一新した。その後も全日本に継続参戦。
2010年、チャンピオンカーニバルに初出場し、太陽ケアから金星を奪った。VOODOO-MURDERSの主力外人として活躍を続け、ついに8月29日の両国大会でOVW時代のパートナーであるランス・ケイドと組み、太陽ケア・曙組の持つ世界タッグ王座への挑戦が決定したが、ケイドの急逝により中止となってしまった。8月15日の後楽園ホールで行われたランス・ケイド追悼式では、ケイドの遺影を持ち参列、涙を流した。ケイド逝去後、全日本に参戦することになったKENSOことWWE時代、タッグを組んだ経験のある鈴木健想とタッグを再結成し、9月20日にケア・曙組が持つ世界タッグ王座に挑戦するが敗れた。11月にはAWR（American Wrestling Rampage）のフランス大会に参戦。シルヴァン・グラニエとレジスタンスを再結成し、またAWRヘビー級王座を奪取する活躍を見せた。
2011年6月、不祥事によりVOODOO-MURDERSが解散という事態に陥り、シングルで活動するが後にヘルニアを再発し、療養のために欠場。2012年よりアメリカとイングランドのインディー団体で活動するようになり、SWE（Southside Wrestling Entertainment ）やPCW（Preston City Wrestling）、PWS（Pro Wrestling Syndicate）に参戦している。
2013年9月8日、東京ドームシティホールで行われたWRESTLE-1の旗揚げ戦に出場。その後はデスペラードに加入し不定期に参戦。
2020年4月からは、プロレスリング・ノアに参戦。杉浦軍の新メンバーとなる。グローバル・タッグ・リーグ戦にイホ・デ・ドクトル・ワグナー・ジュニアとタッグ・チームを組み、「杉浦軍インターナショナル」として出場。Aブロックにエントリーし、4月18日の優勝決定戦に進出。Bブロック代表の中嶋勝彦・潮崎豪の「アクシス(AXIS)」を制し、優勝した。翌4月18日にGHCタッグ王座にイホ・デ・ドクトル・ワグナー・ジュニアとのタッグで挑戦し、王者のもちまる（丸藤正道、望月成晃)をワグナーが必殺のムーンサルト・プレスで破り、GHCタッグ新王者となった。

## その他
- WWE史上唯一、2大タッグ王座を両方、最年少で獲得している。（世界タッグ王座のみケニー・ダイクストラと並んでいる）
- プロレスリング・ノアのグローバル・タッグ・リーグ戦2020年大会で優勝したことにより、外国人同士のタッグで初めての優勝決定戦進出ならびに優勝という快挙を成し遂げた[1][2]。
- スマックダウン移籍後当初に、カフェド・レネというゲストを呼ぶコーナーを始めたが、1回限りで終わってしまった。
- 自分のことをフランスの鬼才と名乗っている。
- タトゥーが特徴的で故郷カナダの国旗に描かれたサトウカエデの絵。親日家であることから「日本」と書かれたタトゥーを彫っている。

## 得意技

### フィニッシュ・ホールド
ゴッチ式パイルドライバー
プロレスリング・ノア移籍後から使用し始めたフィニッシュ・ホールド。相手の股間をクラッチしてのドリル・ア・ホール・パイルドライバー。
デュプリ・ドライバー
スマックダウン移籍後から使用し始めたフィニッシュ・ホールド。
みちのくドライバーIIと同型。初期の頃はミチノク・ドライバーとコールされていた

### 打撃技
フレンチ・ティクラー
両手を大きく広げ、相手の顔の上でステップを踏む踊り。その後にエルボー・ドロップを仕掛ける。

### 投げ技
コブラクラッチ・スラム
2006年頃から使用し始めたフィニッシュ・ホールド。

### 絞め技
ボンヌ・ニュイ
2005年頃から使用し始めたフィニッシュ・ホールド。コブラクラッチ。ボンヌ・ニュイ（bonne nuit）とはフランス語で「おやすみなさい」の意である。

### 飛び技
ダイビング・ボディ・プレス
寝ている相手にコーナーポスト上から飛んで決めるボディ・プレス。

### 組み技
ロワールバレー・ドライバー/ ニューブランズウィック・ドライバー
デスバレー・ドライバーと同じ技。

## タイトル歴
プロレスリング・ノア
- GHCタッグ王座 : 2回（53、59代）

w / イホ・デ・ドクトル・ワグナー・ジュニア
- グローバル・タッグ・リーグ戦 : 2020年大会優勝

w / イホ・デ・ドクトル・ワグナー・ジュニア
全日本プロレス
- GAORA TV王座 : 1回（2代、返上）

WWE
- 世界タッグ王座 : 1回（19歳で獲得。同タイトル史上、最年少王座）

w / シルヴァン・グラニエ
- WWEタッグ王座 : 1回

w / ケンゾー・スズキ
AWR
- AWRヘビー級王座 : 2回
- AWRノーリミッツ王座 : 1回

SWE
- SWEヘビー級王座 : 1回

## 入場曲
- Loner / ブラック・サバス - 現在使用中
- Final Force